# اندون، الپه-ماریتیم
اندون (به فرانسوی: Andon) یک کمون در فرانسه است که در canton of Saint-Auban واقع شده‌است. اندون ۵۴٫۳ کیلومتر مربع مساحت دارد ۱٬۲۰۰ متر بالاتر از سطح دریا واقع شده‌است.